# Passo Sommo
Il passo Sommo è un valico delle Alpi situato in Trentino-Alto Adige a 1341 m s.l.m. sulla Strada statale SS 350.
Il passo è situato tra Costa e San Sebastiano, due delle sette frazioni del Comune di Folgaria (TN).